# Троица (Спасский район)
Троица — село в Спасском районе Рязанской области. Административный центр Троицкого сельского поселения.

## География
Село расположено на правом берегу Оки примерно в 9 км к западу от районного центра. Ближайшие населённые пункты — деревня Ясаково к западу, село Красильниково к северу и деревня Острая Лука к югу.

## История
Село Троица-Пеленица упоминается в писцовых книгах за 1629 год. В селе существовал Переницкий монастырь. В 1764 году монастырь быль упразднён, а имевшаяся в нём Троицкая церковь стала приходской.
В 1905 году село являлось административным центром Троицкой волости Спасского уезда Рязанской губернии и имело 349 дворов при численности населения 2507 человек.

## Население
| 1859 | 1897  | 1906  | 1926  | 2010  |
| ---- | ----- | ----- | ----- | ----- |
| 1390 | ↗1956 | ↗2507 | ↘2460 | ↘1030 |

## Транспорт и связь
В селе имеется станция Ясаково Сасовского направления Московской железной дороги.
К востоку от села находится Троицкий понтонный мост через Оку, по которому проходит автомобильная дорога, связывающая Спасск-Рязанский с федеральной трассой М5 «Урал».
В селе Троица имеется одноимённое сельское отделение почтовой связи (индекс 391067).

## Известные уроженцы
Юханов, Алексей Семёнович (1913—1944) — лейтенант, Герой Советского союза.